# كليبر كويكي إربست
كليبر كويكي إربست (باليابانية: クレベル・コイケ・エルベスト؛ مواليد 16 أكتوبر 1989) هو مُقاتل فنون قتالية مختلطة ياباني.

## وصلات خارجية
- كليبر كويكي إربست على موقع شيردوغ (الإنجليزية)
- كليبر كويكي إربست على موقع Tapology.com (الإنجليزية)